# Hannes Bammer
Johann „Hannes“ Bammer, auch Hans Bammer genannt (* 17. August 1922 in Knittelfeld; † 14. Jänner 2017 in Graz), war ein österreichischer Politiker der Sozialdemokratischen Partei Österreichs (SPÖ), der über 27 Jahre lang auf Landesebene an der Gestaltung seines Heimatbundeslandes mitwirkte.
Vom 18. März 1953 bis zu seinem Mandatsverzicht am 17. November 1978 war er in sieben aufeinanderfolgenden Gesetzgebungsperioden Landtagsabgeordneter im steirischen Landtag. Des Weiteren war er vom 1. Jänner 1964 bis zum 31. Dezember 1976 Landesrat für Städte, Industriegemeinden und Preisangelegenheiten sowie vom 1. Jänner 1977 bis zum 4. Juli 1980 Landesrat für Krankenanstalten und Preisangelegenheiten in der steirischen Landesregierung.

## Leben
Hannes Bammer wurde am 17. August 1922 als drittes Kind des Bundesbahnbediensteten Franz Bammer (* 17. Juli 1882) und dessen Ehefrau Maria (geborene Umschaden; * 4. Dezember 1896) in Knittelfelder Stadtteil Neustadt geboren und am 20. August 1922 auf den Namen Johann getauft. Seine Eltern hatten am 24. August 1912 geheiratet. Im Taufbuch wurde der Familienname des Vaters und dementsprechend auch der von Hannes fälschlicherweise als Bamer eingetragen und wurde erst in Folge eines Bescheids des Amtes der Steiermärkischen Landesregierung vom 17. September 1974 auf die richtige Schreibweise Bammer korrigiert.
Nach dem Besuch der Volksschule (1928 bis 1932) und der Hauptschule in Knittelfeld absolvierte Bammer eine Berufsausbildung zum Schlosser, Dreher, Schmied und Schweißer bei den Österreichischen Bundesbahnen (ÖBB) und legte 1939 seine Gesellenprüfung mit Auszeichnung ab. Nach einem Maschinenbaulehrgang an der Bundeslehranstalt für Maschinenbau und Elektrotechnik (BULME) wurde er um das Jahr 1940 Technischer Zeichner im Konstruktionsbüro der Hauptwerkstätte der Bahn. Nach rund einem Jahr im Konstruktionsbüro wurde ihm durch die Bundesbahndirektion ein Stipendium an der damals staatlichen Ingenieurschule in Linz ermöglicht, die er ab September 1940 besuchte. Während des Zweiten Weltkrieges wurde er in der Bordfunkerschule der Luftwaffe zum Bordfunker ausgebildet und fungierte danach bis August 1944 als Lehrer an der Bordfunkerschule in Erfurt. Nach Kriegsende und kurzer Kriegsgefangenschaft nahm er seine erlernte Arbeit in der Hauptwerkstätte der Bundesbahnen in Knittelfeld wieder auf und trat der Sozialdemokratische Partei Österreichs (SPÖ) bei.
Im Jahr 1948 wurde Bammer in seinem Heimatbezirk Bezirkssekretär der SPÖ, trat mit 5. Jänner 1950 aus der katholischen Kirche aus und war von 1953 bis 1976 Abgeordneter des Steiermärkischen Landtages. Am 24. April 1954 heiratete er in Linz die aus Pöls stammende Theresia Musenbichler (1929–2012) und wurde noch im selben Jahr SPÖ-Bezirkssekretär in Graz sowie zugleich auch Mitglied der Landesparteivertretung der SPÖ Steiermark. Ferner wurde er 1962 Mitglied der SPÖ-Parteiexekutive und fungierte als solcher von 1962 bis 1965 als Landesgeschäftsführer der SPÖ Steiermark. Während seiner Zeit als Landtagsabgeordneter war er in beinahe allen Ausschüssen entweder als Vorsitzender, Mitglied oder Ersatzmitglied vertreten. Zudem war er viele Jahre stellvertretender Vorsitzender des Wohnbauförderungsbeirates und später auch des Berufsschulbeirates des Landes Steiermark.
Am 1. Jänner 1964 trat er in die Steiermärkische Landesregierung ein und war zwischen dem 1. Jänner 1964 und dem 1. Jänner 1977 in der Landesregierung Josef Krainer senior V, der Landesregierung Josef Krainer senior VI, der Landesregierung Josef Krainer senior VII, der Landesregierung Niederl I sowie der Landesregierung Niederl II Landesrat für Städte, Industriegemeinden und Preisangelegenheiten. 1973 wurde er Mitglied des SPÖ-Bundesparteivorstandes, dem er bis 1981 angehörte. Daneben fungierte er zwischen 1974 und 1977 auch als Obmann des Verbandes Sozialistischer Gemeindevertreter in der Steiermark. Im Zuge einer Umbildung der Landesregierung Niederl II wurde er am 1. Jänner 1977 Landesrat für Krankenanstalten und Preisangelegenheiten und bekleidete dieses Amt bis zum 4. Juli 1980 auch in der Landesregierung Niederl III. Zu seinen Ressorts zählte unter anderem auch die Betreuung des Lehrlingswesens in der Industrie und den steirischen Hochschulen. Von 1969 bis 2004 saß er im Aufsichtsrat des Flughafens Graz und galt als einer der Weichensteller in der Entwicklung des Grazer Flughafens. Nach dem Ausscheiden aus dem Bundesparteivorstand 1981 beendete Bammer seine politische Laufbahn. Neben seiner Karriere als Politiker war der überaus sportbegeisterte Bammer Träger zahlreicher Funktionen in Sportverbänden. So war er etwas Obmann des Arbeiter-, Turn- und Sportverein Graz, kurz ATUS Graz, Präsident des ASKÖ Flugsportverbandes oder Vizepräsident des österreichischer Aero-Clubs.

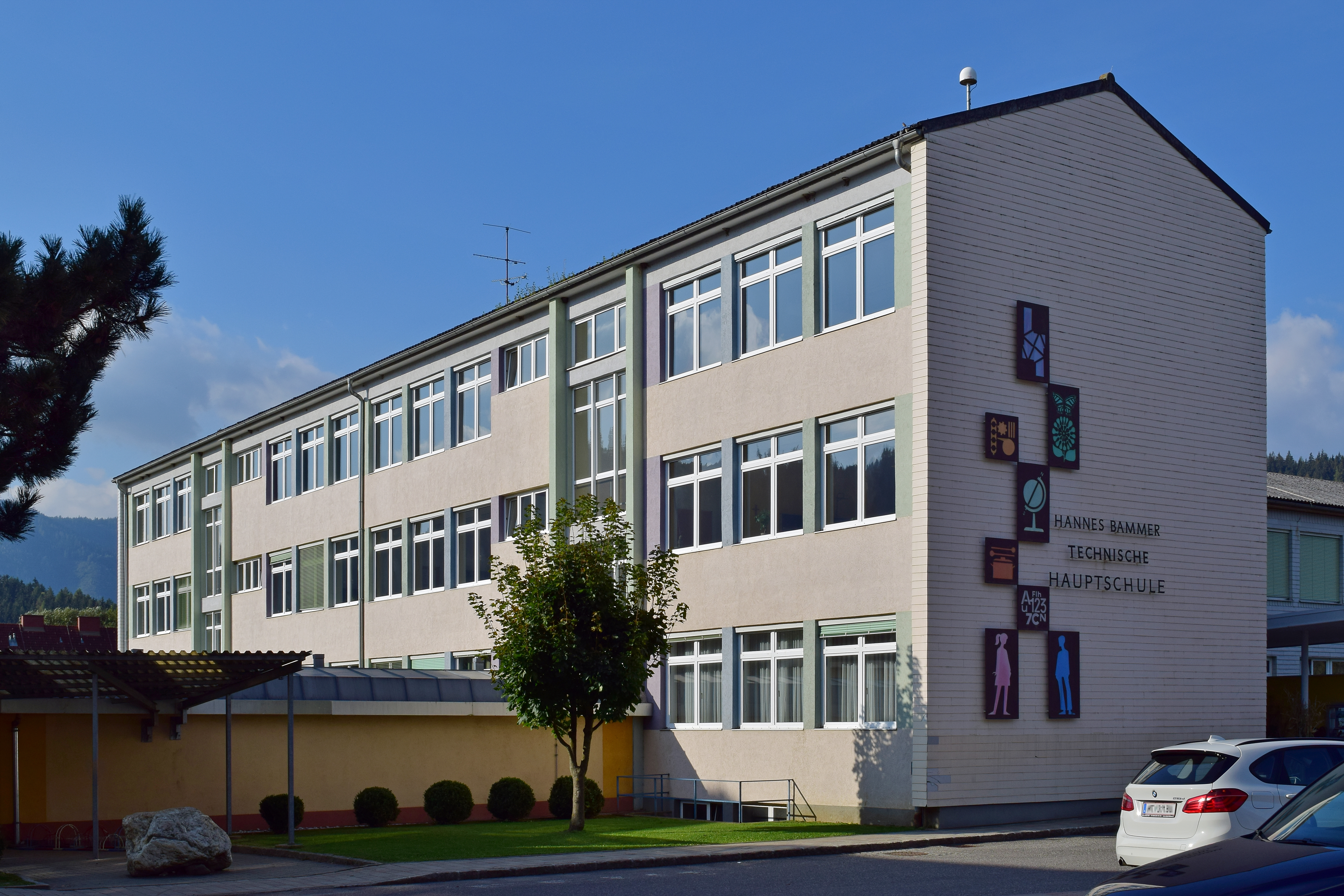
Hannes Bammer Technische Hauptschule in Pöls (2018); heute Mittelschule Pöls

Zeitlebens wurde Bammer vielfach geehrt und war etwa Träger des Goldenen Ehrenzeichens um die Republik Österreich, des Großen Goldenen Ehrenzeichens um die Republik Österreich (1968), des Großes Goldenes Ehrenzeichen des Landes Steiermark mit dem Stern, des Goldenen Ehrenzeichens der Landeshauptstadt Graz oder der Viktor-Adler-Plakette. Er war auch Ehrenringträger der Gemeinde Gratkorn (1972). Außerdem war er Träger des Ehrenrings in Gold der Landessportorganisation Steiermark, des Ehrenrings in Gold der ASKÖ und des Ehrenrings der ASKÖ-Steiermark. Zudem wurde er zum ASKÖ-Ehrenpräsidenten ernannt. Weiters war er Ehrenbürger einer Vielzahl steirischer Gemeinden, so etwa von Lieboch, Schladming, Frauental an der Laßnitz, Maria Lankowitz, Deutschfeistritz, Feldkirchen bei Graz, Hohentauern (1964), Weißkirchen in Steiermark (1968), Kindberg (1971), Predlitz-Turrach (1973), Obdach (1974), Kalsdorf bei Graz (1975), Pöls (1975), Tauplitz (1975), Thörl (1975), Seiersberg (1976), Werndorf (1976), Bärnbach (1977), Birkfeld (1977), Ehrenhausen (1977), Knittelfeld (1977) und Lannach (1977). In Bruck an der Mur ist die Hannes-Bammer-Sporthalle nach ihm benannt; auch weitere Sportstätten tragen seinen Namen. In Pöls wurde die technische Hauptschule (heute Mittelschule Pöls) nach ihm benannt.
Am 14. Jänner 2017 starb er im Alter von 94 Jahren in Graz. Die Verabschiedung fand am 21. Jänner 2017 in der Grazer Feuerhalle statt. Aus der Ehe mit seiner 2012 verstorbenen Frau entsprang eine Tochter, drei Enkelkinder und zum Zeitpunkt seines Todes auch drei Urenkelkinder. Bis zuletzt lebte er in einem Einfamilienhaus in der Thaddäus-Stammel-Straße in Graz-Eggenberg; das Haus wurde bald nach seinem Tod abgerissen und durch einen Wohnblock mit Tiefgarage ersetzt.